# جائزة الملك فيصل العالمية في الطب
جائزة الملك فيصل العالمية في الطب هي فرع من فروع جائزة الملك فيصل العالمية التي تقدمها مؤسسة الملك فيصل الخيرية. جائزة الطب هي رابع فرعٍ من فروع الجائزة وأُضيفت سنة 1401هـ/ 1981م ومُنحت لأول مرة في عام 1402هـ/ 1982م. تأتي موضوعات جائزة الطب لتعكس المناطق الحالية التي تثير قلقاً دولياً لصحة الإنسان. و«يُعد مؤهلاً لنيل جائزة الملك فيصل العالمية في الطب كل من قام بدراسةٍ علميّةٍ أصيلةٍ في موضوع الجائزة المُعلن ونشرها، فنتج عنها فائدة ملحوظة للبشرية، وحقق هدفاً أو أكثر من أهداف الجائزة؛ وذلك وفقاً لتقدير لجنة الاختيار وحكمها». حُجبت جائزة الطب مرةً واحدةً فقط سنة 1411 هـ/ 1991 م وكان موضوعها «جوانب التفاعلات الكيميائية الحيوية ذات العلاقة بالصحة العقلية» لأن الأعمال المرشّحة لا تتوافر فيها متطلبات الفوز بالجائزة المُعلن عنها.
مُنحت الجائزة في عامها الأول للبروفيسور البريطاني ديفيد كورنيليوس مورلي لإسهاماته في حقل صحة الطفل بالمناطق الحارة ورعاية صحة الطفولة في الدول النامية وغيرها من الإسهامات، وقد سلّمها له الملك فهد بن عبد العزيز الذي كان وليًا للعهد حينها. وحتى 2025، فاز بالجائزة 77 عالمًا من 13 جنسيّةً مختلفةً. من بين الفائزين بالجائزة هنالك خمس عالماتٍ هنّ: البروفيسورة جانيت ديفسن راولي لبحوثها في موضوع سرطان الدم بالاشتراك مع البروفيسور ملفن فرانسس جريفز وذلك سنة 1408 هـ / 1988 م.، والبروفيسورة الفرنسية فرنسواز باري-سنوسي سنة 1413 هـ / 1993 م عن موضوع مرض نقص المناعة المكتسب بالاشتراك مع كلٍّ من جين-كلود شيرمان ولوك مونتانييه، وكانت البروفيسورة سينثيا جين كينيون ثالث العالمات فوزًا سنة 1420 هـ / 2000 م عن بحوثها عن الشيخوخة. وفي 1431 هـ / 2010 م فازت البروفسيورة جوهان مارتل بيليتي بالاشتراك مع رينهولد جانز وجان-بيير بيليتي عن أعمالهم في علاج أمراض تآكل المفاصل بدون استخدام الجراحة الاستعاضية، كما فازت البروفيسورة ساره كاثرين غيلبيرت سنة 1444هـ / 2023م بالجائزة بالاشتراك مع البروفيسور دان هون بوروك.

## الموضوعات الطبيّة
حتى الحفل الأخير للجائزة في 2025، مُنحت الجائزة للعلماء لأعمالهم في 40 موضوعًا طبيًّا غطّت تخصصاتٍ طبيّةً مختلفةً، وتكرر منها موضوع مرض السكري مرّتان متتاليتان في 1406 هـ / 1986 م و1407 هـ / 1987 م. هذه الموضوعات كانت:
- الرعاية الصحية الأولية
- الملاريا
- أمراض الإسهال
- التهاب الكبد الفيروسي
- مرض السكري
- سرطان الدم
- العقم
- داء البلهارسيات
- أمراض شرايين القلب التاجية
- مرض نقص المناعة المكتسب
- التطبيقات الطبية لهندسة الجينات
- المناعة الجزئية
- العناية بالرضيع الخديج
- أمراض ضمور الجهاز العصبي
- التحكم في الأمراض المعدية
- أمراض الحساسية
- الشيخوخة
- زراعة الأعضاء
- الخلل الوظيفي لقصور القلب المزمن
- سرطان الثدي
- طب القلب التدخلي
- أخطار التبغ على صحة الإنسان
- التهاب بطانة الأوعية الدموية
- سرطان البروستاتا
- طب الحوادث
- العلاج الموجّه للجزيئات
- علاج أمراض تآكل المفاصل بدون استخدام الجراحة الاستعاضية
- العلاج بالخلايا الجذعية
- الحد الأدنى للتدخّل العلاجي للأجنة
- الميكروبات المعوية وصحة الإنسان
- التطبيقات السريرية للجيل القادم في علم الجينات
- العلاجات البيولوجية في أمراض المناعة الذاتية
- العلاج المناعي للسرطان
- بيولوجية هشاشة العظام
- أمراض الهيموغلوبين
- الطب التجديدي في الحالات العصبية
- تقنيات تعديل الجينات
- الأوبئة وتطوير اللقاحات
- علاجات الإعاقات الطرفية
- العلاج الخلوي

## الفائزون بالجائزة
| السنة            | الفائز | الصورة | الدولة | الموضوع | مرجع |
| ---------------- | --- | --- | --- | --- | --- |
| 1402 هـ / 1982 م | ديفيد كورنيليوس مورلي | | المملكة المتحدة | الرعاية الصحية الأولية | [ 3 ] |
| 1403 هـ / 1983 م | والاس بيترز | | المملكة المتحدة | الملاريا | [ 9 ] |
| 1404 هـ / 1984 م | مايكل فيلد | | الولايات المتحدة | أمراض الإسهال | [ 10 ] |
| 1404 هـ / 1984 م | وليام غرينوف الثالث | | الولايات المتحدة | أمراض الإسهال | [ 11 ] |
| 1404 هـ / 1984 م | جون س. فوردتران | | الولايات المتحدة | أمراض الإسهال | [ 12 ] |
| 1405 هـ / 1985 م | روبرت بالمر بيزلي | | الولايات المتحدة | التهاب الكبد الفيروسي | [ 13 ] |
| 1405 هـ / 1985 م | ماريو ريزيتو | | إيطاليا | التهاب الكبد الفيروسي | [ 14 ] |
| 1406 هـ / 1986 م | ليليو أورشي | | إيطاليا | مرض السكري | [ 15 ] |
| 1406 هـ / 1986 م | ألبرت رينولد | | الولايات المتحدة | مرض السكري | [ 16 ] |
| 1406 هـ / 1986 م | جيان فرانكو بوتاتزو | | إيطاليا | مرض السكري | [ 17 ] |
| 1407 هـ / 1987 م | باري رسل جونز | | المملكة المتحدة | مرض السكري | [ 18 ] |
| 1408 هـ / 1988 م | ملفن فرانسس جريفز | | المملكة المتحدة | سرطان الدم | [ 19 ] |
| 1408 هـ / 1988 م | جانيت ديفسن راولي | | الولايات المتحدة | سرطان الدم | [ 4 ] |
| 1409 هـ / 1989 م | لويجي ماستروياني | | الولايات المتحدة | العقم | [ 20 ] |
| 1409 هـ / 1989 م | روبرت جيفري إدواردز | | المملكة المتحدة | العقم | [ 21 ] |
| 1410 هـ / 1990 م | أنتوني إدوارد بترويرث | | المملكة المتحدة | داء البلهارسيات | [ 22 ] |
| 1410 هـ / 1990 م | أندريه كابرون | | فرنسا | داء البلهارسيات | [ 23 ] |
| 1411 هـ / 1991 م | حجبت الجائزة: «قررت لجنة الاختيار حجب جائزة الملك فيصل العالمية للطب 1411هـ/ 1991م وموضوعها: “جوانب التفاعلات الكيميائية الحيوية ذات العلاقة بالصحة العقلية” لأن الأعمال المرشحة لا تتوافر فيها متطلبات الفوز بالجائزة مع ما بُذل فيها من جهد مشكور.» | حجبت الجائزة: «قررت لجنة الاختيار حجب جائزة الملك فيصل العالمية للطب 1411هـ/ 1991م وموضوعها: “جوانب التفاعلات الكيميائية الحيوية ذات العلاقة بالصحة العقلية” لأن الأعمال المرشحة لا تتوافر فيها متطلبات الفوز بالجائزة مع ما بُذل فيها من جهد مشكور.» | حجبت الجائزة: «قررت لجنة الاختيار حجب جائزة الملك فيصل العالمية للطب 1411هـ/ 1991م وموضوعها: “جوانب التفاعلات الكيميائية الحيوية ذات العلاقة بالصحة العقلية” لأن الأعمال المرشحة لا تتوافر فيها متطلبات الفوز بالجائزة مع ما بُذل فيها من جهد مشكور.» | حجبت الجائزة: «قررت لجنة الاختيار حجب جائزة الملك فيصل العالمية للطب 1411هـ/ 1991م وموضوعها: “جوانب التفاعلات الكيميائية الحيوية ذات العلاقة بالصحة العقلية” لأن الأعمال المرشحة لا تتوافر فيها متطلبات الفوز بالجائزة مع ما بُذل فيها من جهد مشكور.» | حجبت الجائزة: «قررت لجنة الاختيار حجب جائزة الملك فيصل العالمية للطب 1411هـ/ 1991م وموضوعها: “جوانب التفاعلات الكيميائية الحيوية ذات العلاقة بالصحة العقلية” لأن الأعمال المرشحة لا تتوافر فيها متطلبات الفوز بالجائزة مع ما بُذل فيها من جهد مشكور.» |
| 1412 هـ / 1992 م | أتيليو مسري | | إيطاليا | أمراض شرايين القلب التاجية | [ 24 ] |
| 1413 هـ / 1993 م | فرنسواز باري-سنوسي | | فرنسا | مرض نقص المناعة المكتسب | [ 5 ] |
| 1413 هـ / 1993 م | جين-كلود شيرمان | | فرنسا | مرض نقص المناعة المكتسب | [ 25 ] |
| 1413 هـ / 1993 م | لوك مونتانييه | | فرنسا | مرض نقص المناعة المكتسب | [ 26 ] |
| 1414 هـ / 1994 م | روبرت ويليامسون | | المملكة المتحدة | التطبيقات الطبية لهندسة الجينات | [ 27 ] |
| 1414 هـ / 1994 م | ويليام فرنش أندرسن | | الولايات المتحدة | التطبيقات الطبية لهندسة الجينات | [ 28 ] |
| 1415 هـ / 1995 م | تاك واه ماك | | كندا | المناعة الجزئية | [ 29 ] |
| 1415 هـ / 1995 م | مارك إم. ديفيز | | الولايات المتحدة | المناعة الجزئية | [ 30 ] |
| 1415 هـ / 1995 م | قريقوري بول ونتر | | المملكة المتحدة | المناعة الجزئية | [ 31 ] |
| 1416 هـ / 1996 م | تتسورو فيوجيوارا | | اليابان | العناية بالرضيع الخديج | [ 32 ] |
| 1416 هـ / 1996 م | بينغت روبرتسون | | السويد | العناية بالرضيع الخديج | [ 33 ] |
| 1417 هـ / 1997 م | كونراد بايرويثر | | ألمانيا | أمراض ضمور الجهاز العصبي | [ 34 ] |
| 1417 هـ / 1997 م | جيمس فرانسس قوسلا | | كندا | أمراض ضمور الجهاز العصبي | [ 35 ] |
| 1417 هـ / 1997 م | كولن لويس ماسترز | | أستراليا | أمراض ضمور الجهاز العصبي | [ 36 ] |
| 1418 هـ / 1998 م | روبرت هاري بيرسل | | الولايات المتحدة | التحكم في الأمراض المعدية | [ 37 ] |
| 1418 هـ / 1998 م | جون لويس جيرن | | الولايات المتحدة | التحكم في الأمراض المعدية | [ 38 ] |
| 1419 هـ / 1999 م | ستيفن هولجيت | | المملكة المتحدة | أمراض الحساسية | [ 39 ] |
| 1419 هـ / 1999 م | باتريك هولت | | أستراليا | أمراض الحساسية | [ 40 ] |
| 1420 هـ / 2000 م | سينثيا جين كينيون | | الولايات المتحدة | الشيخوخة | [ 6 ] |
| 1421 هـ / 2001 م | نورمان إدوارد شمواي | | الولايات المتحدة | زراعة الأعضاء | [ 41 ] |
| 1421 هـ / 2001 م | روي يورك كالن | | المملكة المتحدة | زراعة الأعضاء | [ 42 ] |
| 1421 هـ / 2001 م | توماس إيرل ستارزل | | الولايات المتحدة | زراعة الأعضاء | [ 43 ] |
| 1422 هـ / 2002 م | يوجين برونولد | | الولايات المتحدة | الخلل الوظيفي لقصور القلب المزمن | [ 44 ] |
| 1422 هـ / 2002 م | فن واقستين | | الدنمارك | الخلل الوظيفي لقصور القلب المزمن | [ 45 ] |
| 1423 هـ / 2003 م | أومبيرتو فيرونيسي | | إيطاليا | سرطان الثدي | [ 46 ] |
| 1423 هـ / 2003 م | آكسل أولرخ | | ألمانيا | سرطان الثدي | [ 47 ] |
| 1424 هـ / 2004 م | أولرخ سغفارت | | سويسرا | طب القلب التدخلي | [ 48 ] |
| 1425 هـ / 2005 م | ريتشارد دول | | المملكة المتحدة | أخطار التبغ على صحة الإنسان | [ 49 ] |
| 1425 هـ / 2005 م | ريتشارد بيتو | | المملكة المتحدة | أخطار التبغ على صحة الإنسان | [ 50 ] |
| 1426 هـ / 2006 م | مايكل أنطوني جمبرون | | الولايات المتحدة | التهاب بطانة الأوعية الدموية | [ 51 ] |
| 1428 هـ / 2007 م | فيرناند لابري | | كندا | سرطان البروستاتا | [ 52 ] |
| 1428 هـ / 2007 م | باتريك كريغ وولش | | الولايات المتحدة | سرطان البروستاتا | [ 53 ] |
| 1429 هـ / 2008 م | دونالد دين ترنكي | | الولايات المتحدة | طب الحوادث | [ 54 ] |
| 1429 هـ / 2008 م | باسل آرثر بروت | | الولايات المتحدة | طب الحوادث | [ 55 ] |
| 1430 هـ / 2009 م | رونالد ليفي | | الولايات المتحدة | العلاج الموجّه للجزيئات | [ 56 ] |
| 1431 هـ / 2010 م | رينهولد جانز | | ألمانيا | علاج أمراض تآكل المفاصل بدون استخدام الجراحة الاستعاضية | [ 57 ] |
| 1431 هـ / 2010 م | جوهان مارتل بيليتي | | فرنسا | علاج أمراض تآكل المفاصل بدون استخدام الجراحة الاستعاضية | [ 7 ] |
| 1431 هـ / 2010 م | جان-بيير بيليتي | | فرنسا | علاج أمراض تآكل المفاصل بدون استخدام الجراحة الاستعاضية | [ 58 ] |
| 1432 هـ / 2011 م | جيمس ألكساندر تومسون | | الولايات المتحدة | العلاج بالخلايا الجذعية | [ 59 ] |
| 1432 هـ / 2011 م | شينيا ياماناكا | | اليابان | العلاج بالخلايا الجذعية | [ 60 ] |
| 1433 هـ / 2012 م | جيمس بروس بسل | | الولايات المتحدة | الحد الأدنى للتدخّل العلاجي للأجنة | [ 61 ] |
| 1433 هـ / 2012 م | ريتشارد بيركويتز | | الولايات المتحدة | الحد الأدنى للتدخّل العلاجي للأجنة | [ 62 ] |
| 1434 هـ / 2013 م | جيفري مايكل فريدمان | | الولايات المتحدة | العوامل الوراثية للبدانة | [ 63 ] |
| 1434 هـ / 2013 م | دوجلاس ليونارد كولمان | | كندا / الولايات المتحدة | العوامل الوراثية للبدانة | [ 64 ] |
| 1435 هـ / 2014 م | يوك منج دينيس لو | | الصين | التشخيص غير التدخلي في أمراض الأجنة | [ 65 ] |
| 1436 هـ / 2015 م | جيفري إيفان غوردن | | الولايات المتحدة | الميكروبات المعوية وصحة الإنسان | [ 66 ] |
| 1437 هـ / 2016 م | جوريس أندريه ڤلتمان | | هولندا | التطبيقات السريرية للجيل القادم في علم الجينات | [ 67 ] |
| 1437 هـ / 2016 م | هان جريت برونر | | هولندا | التطبيقات السريرية للجيل القادم في علم الجينات | [ 68 ] |
| 1438 هـ / 2017 م | تادامتسو كيشيموتو | | اليابان | العلاجات البيولوجية في أمراض المناعة الذاتية | [ 69 ] |
| 1439 هـ / 2018 م | جيمس أليسون | | الولايات المتحدة | العلاج المناعي للسرطان | [ 70 ] |
| 1440هـ / 2019م   | ستيفن تايتلبم ‏ | | الولايات المتحدة | بيولوجية هشاشة العظام | [ 71 ] |
| 1440هـ / 2019م   | بيورن ر. أولسن ‏ | | الولايات المتحدة | بيولوجية هشاشة العظام | [ 71 ] |
| 1441 هـ / 2020 م | ستيوارت هولاند أوركين | | الولايات المتحدة | أمراض الهيموغلوبين | [ 72 ] |
| 1442هـ / 2021م   | ستيفن مارك ستريتماتر | | الولايات المتحدة | الطب التجديدي في الحالات العصبية | [ 73 ] |
| 1442هـ / 2021م   | روبن جيمس فرانكلين | | المملكة المتحدة | الطب التجديدي في الحالات العصبية | [ 73 ] |
| 1443هـ / 2022م   | ديفيد ر. ليو | | الولايات المتحدة | تقنيات تعديل الجينات | [ 74 ] |
| 1444هـ / 2023م   | دان هون بوروك | | الولايات المتحدة | الأوبئة وتطوير اللقاحات | [ 75 ] |
| 1444هـ / 2023م   | سارة كاثرين غيلبيرت | | المملكة المتحدة | الأوبئة وتطوير اللقاحات | [ 75 ] |
| 1445هـ / 2024م   | جيري روي ميندل | | الولايات المتحدة | علاجات الإعاقات الطرفية | [ 76 ] |
| 1446هـ / 2025م   | ميشيل سادلين | | كندا | العلاج الخلوي | [ 77 ] |

### جائزة نوبل
من ضمن الفائزين بجائزة الملك فيصل العالمية في الطب، هنالك 4 علماء فازوا بجائزة نوبل في الطب بعد حصولهم على جائزة الملك فيصل. هؤلاء العلماء هم:
- البروفيسور روبرت إدواردز، وقد فاز بجائزة الملك فيصل سنة 1989 وبجائزة نوبل في الطب سنة 2010.[21][78][79]
- لوك مونتانييه والبروفيسورة فرانسواز باري سينوسي، وكلاهما تشاركا الفوز بجائزة الملك فيصل في الطب سنة 1993، وتشاركا أيضًا في الفوز بجائزة نوبل بعد 15 عامًا في سنة 2008، وكلا الفوزان كانا لبحوثهما في مرض نقص المناعة المكتسب.[79][80]
- البروفيسور شينيا ياماناكا، وفاز بجائزة الملك فيصل سنة 2011، ثم في العام الذي يليه (2012) فاز بجائزة نوبل في الطب.[79]